# Кеада
Кеа́да (др.-греч. Κεάδας, Καιάδας) — пещера (расселина) к западу от Спарты, в горах Тайгет, куда бросали пленников, в частности Аристомена. По Фукидиду в неё был брошен труп полководца Павсания.
По Страбону пещера служила темницей.
В Афинах Кеаде соответствовала яма Баратр (др.-греч. Βάραθρον). В Фессалии такое же место называлось Коракес (Κόρακες — «ворон»).

## Этимология
Согласно Роберту Бекесу слова καιάδας и καιετός («расселина, образовавшаяся от землетрясения») относятся к догреческому субстрату.

## Археология

### Описание

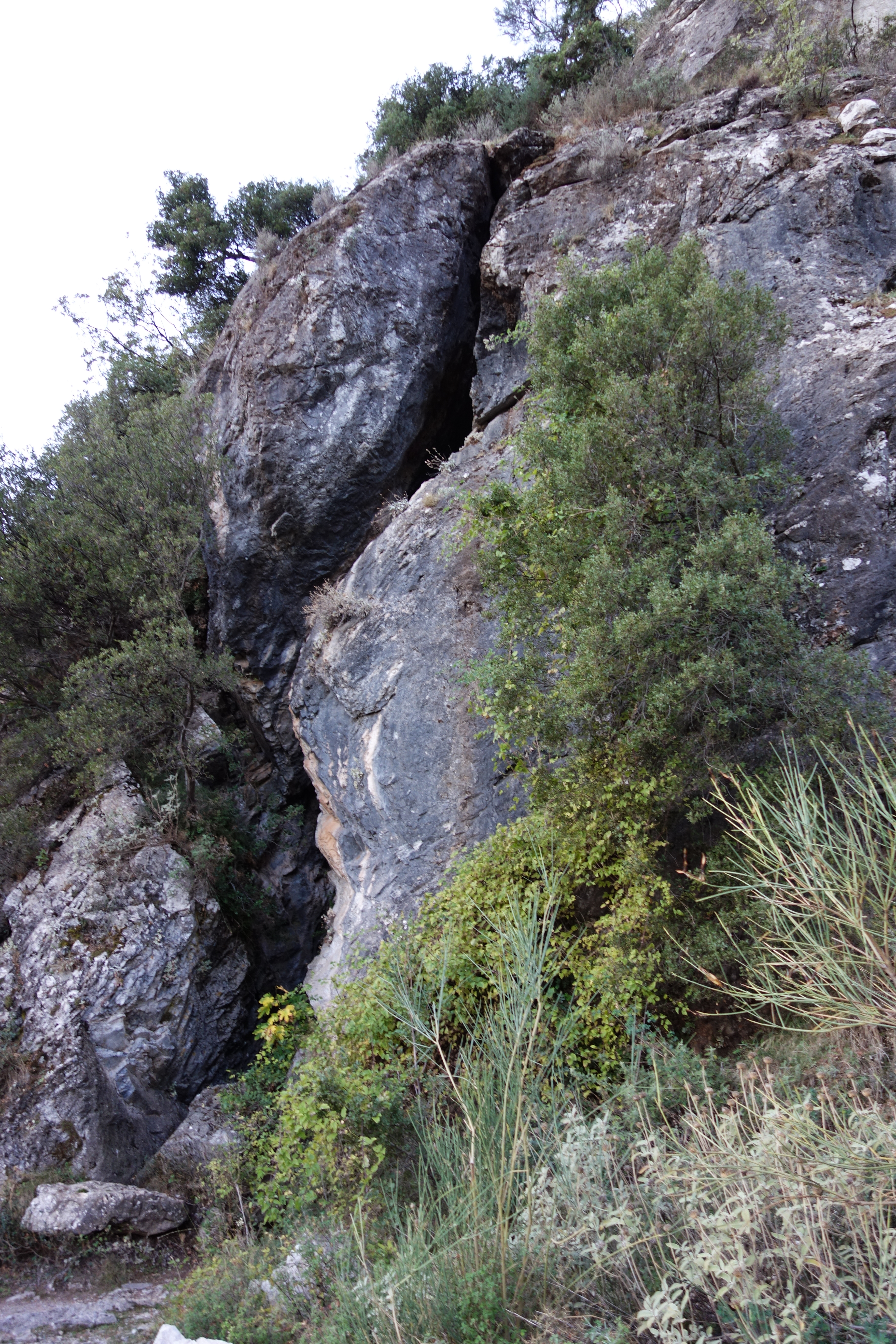

Отождествляется с расселиной, расположенной на территории современной деревни Трипи, в 10 км к северо-западу от современного города Спарта, на южной стороне дороги Спарта — Каламата, на холме высотой 750 м над уровнем моря, который возвышается у самого входа в Лангаду (Λαγκάδα), рассекающего Тайгет поперечного ущелья, соединяющего Лаконию с Мессенией. Ущелье Лангада является единственным естественным путём, ведущим через горный хребет Тайгет, и известно с древности. Длина исследованного участка расселины около 50 м, ширина 1,5—3,5 м, высота стен — 18—25 м. Нынешний вход шириной около 0,5 м возвышается над автомобильной дорогой примерно на 30 м. Первоначальный вход на ещё более высокой отметке сегодня не виден. В настоящее время к расселине от дороги ведёт лестница в 120 ступеней. Тектоническая расселина раскрывается с северо-востока на юго-запад. Расселина расширена выщелачиванием известняков поверхностными атмосферными водами.
Дно расселины заполнено человеческими костями. Основная масса человеческих костей сосредоточена в самой глубокой части пещеры. Кости также были найдены в естественных расщелинах или углублениях значительно выше современного пола. Это, согласно выводам антропологического исследования, скелеты в основном зрелых мужчин и немногочисленных женщин, оказавшихся там целыми телами, а не расчленёнными костями.

### История исследований
Эрнст Курциус и Вильгельм Фишер отождествляли Кеаду с ущельем Тайгета у деревни Парорион близ Мистры.
В 1879 году расселину у Трипи посетил французский археолог Оливье Райе, профессор истории античного искусства Коллеж де Франс, опубликовавший подробное описание расселины и человеческих костей. Его идентификацию приняли Гуго Блюмнер и Герман Гитциг в немецком издании Павсания.
В 1983 году по инициативе известного историка и археолога Петроса Темелиса организованы рекогносцировочные работы по исследованию расселины у Трипи с участием антропологического музея медицинского института Афинского университета. Согласно Темелису, расселина использовалась как место казни преимущественно во время Мессенских войн (VIII—V вв. до н. э.). На основе тщательных наблюдений Оливье Райе и сообщений античных авторов Темелис отождествил расселину у Трипи с древней Кеадой.
В 2003 году министерство культуры Греции утвердило трёхлетнюю программу по изучению Кеады. По результатам исследований, обнародованным антропологом Теодоросом Пициосом (Θεόδωρος Πίτσιος), профессором медицинского института Афинского университета, на поверхность подняты фрагменты 46 скелетов взрослых мужчин возрастом от 18 до 35 лет, которые датируются методом радиоуглеродного датирования VI и V вв. до н. э.